# Raúl Rodríguez Navarro
Raúl Rodríguez Navarro (Vilassar de Mar, 22 settembre 1987) è un ex calciatore spagnolo, di ruolo difensore.